# Karl Kobelt
Pour les articles homonymes, voir Kobelt.
Karl Kobelt, né le 1er août 1891 à Saint-Gall (originaire de Marbach) et mort le 5 janvier 1968 à Berne, est une personnalité politique suisse, membre du Parti radical-démocratique. 
Il est conseiller d'État du canton de Saint-Gall de 1933 à 1940 (landamman en 1936-37) et conseiller fédéral de 1940 à 1954, à la tête du Département militaire (président de la Confédération en 1946 et 1952).

## Biographie

### Origines et famille
Karl Kobelt naît le 1er août 1891 à Saint-Gall. Il est originaire de Marbach, dans le même canton. Son père, également prénommé Karl, est conducteur de train postal ; sa mère est née Marie Schaad.
Il épouse Mathilde Gallmann, fille d'un dentiste, en 1927.

### Études, armée et parcours professionnel
Après l'école cantonale de Saint-Gall, Karl Kobelt fait des études d'ingénieur en génie civil à l'École polytechnique fédérale de Zurich, où il obtient un doctorat en sciences techniques en 1917.
Il a le grade de colonel EMG (chef d'état-major du 4e corps d'armée.
Il est directeur de la section pour la régulation des lacs à l'Office fédéral de l'économie des eaux de 1919 à 1933.

### Parcours politique
Resté politiquement en retrait jusque-là, il entre au Conseil d'État du canton de Saint-Gall en 1933 sous l'étiquette radicale et préside le gouvernement en 1936-1937. Jusqu'à son départ en 1940, il dirige le département des travaux publics, où il réalise ou planifie malgré la crise économique plusieurs grands projets tels la régulation du Rhin, la correction de la Linth et le développement des hôpitaux et des infrastructures liées au trafic. 
En 1939, il est élu au Conseil national et en 1940 au Conseil fédéral (61e conseiller fédéral de l'histoire[réf. nécessaire]), où il prend la tête du Département militaire. Il préside le collège en 1946 et 1952. Durant les années de guerre, il demeure dans l'ombre du populaire général Guisan, qui détenait de larges pouvoirs ; leurs rapports étaient distants et empreints d'une certaine méfiance. Après la guerre, Karl Kobelt est chargé d'adapter la défense nationale à la nouvelle donne politique et géostratégique mondiale : la philosophie du réduit national est abandonnée au profit d'une armée défensive mobile nécessitant une révision de l'organisation militaire et un matériel de guerre moderne (programme d'armement 51). Malgré la compétence et l'intégrité mises par K. à exécuter cette tâche, il ne parvient pas à vaincre certaines réserves (politiques et personnelles) au sein du Parlement et de l'opinion publique. Il démissionne pour la fin 1954.

### Autres mandats
Il préside[Quand ?] le synode de l'Église réformée saint-galloise.
Après sa démission du Conseil fédéral, il fait partie des conseils d'administration de deux entreprises métallurgiques.

### Mort
Il meurt le 5 janvier 1968 à Berne, à l'âge de 76 ans.